# Stanley Morison
Stanley Morison (Wanstead, 6 de maio de 1889 — Londres, 11 de outubro de 1967) foi um tipógrafo, historiador da imprensa e designer gráfico inglês. Foi responsável pelo redesign do jornal The Times of London em 1932 e pela criação da tipografia Times New Roman.

## Obras

### Tipos de letra
- Times, 1931
- Times Ten, 1931
- Times Eighteen, 1931
- Times Central European, 1931

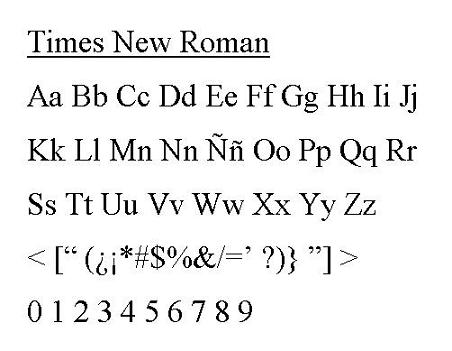
Exemplo da fonte Times New Roman

- Times New Roman, 1932 - em colaboração com Victor Lardent

### Publicações
- Four Centuries of Fine Print, Two Hundred and Seventy-two Examples of the Work of Presses Established Between 1465 and 1924, Londres 1924.
- Type Designs of the Past and Present, 1926
- The Alphabet of Damianus Moyllus, Londres 1927.
- The Calligraphy of Ludovico degli Arrigahi, Paris 1929.
- The English Newspaper, 1622-1932, Cambridge 1932.
- First Principles of Typography, Cambridge 1936,
- A Tally of Types, Cambridge 1953.
- Typographic Design in Relation to Photographic Composition, São Francisco 1959.
- On Type Designs Past and Present: A Brief Introduction, 1962
- Calligraphy 1535-1885: A collection of seventy-two writing-books and specimens from the Italian, French, Low Countries and Spanish schools, 1962
- The Typographic Book, 1450-1935: A Study of Fine Typography Through Five Centuries, Chicago, 1963
- Letterforms, 1968
- Politics and Script, 1972

## Curiosidades
- A revista de tipografia The Fleuron, editada por Stanley Morison teve uma vida muito curta, só se publicaram 7 números.
- Stanley Morison era conhecido como the printer's friend (o amigo dos impressores)
- Foi preso entre 1914 a 1918, por objecção de consciência, durante a Primeira Guerra Mundial.